# Parque del Iregua

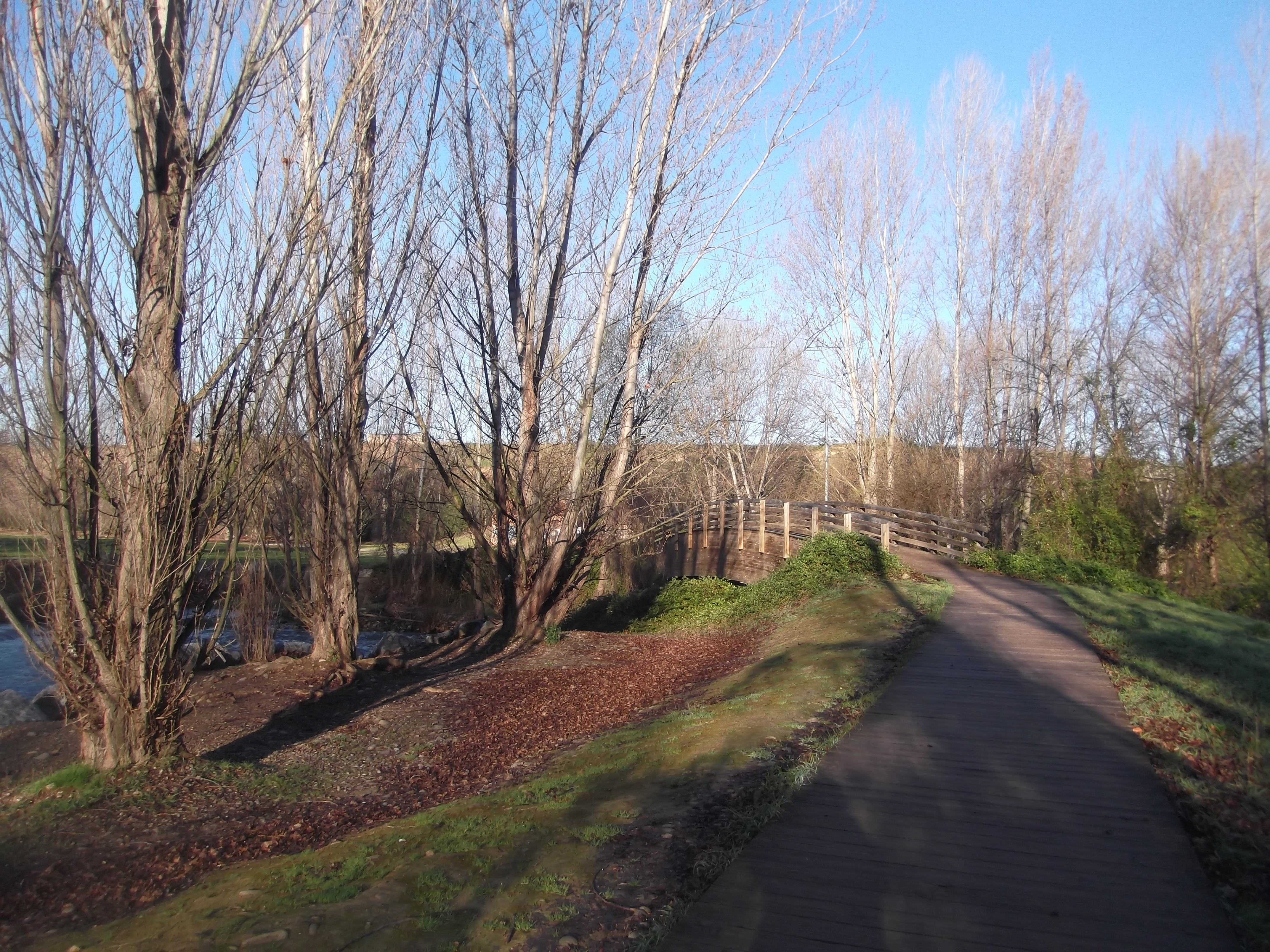
Puente de madera sobre el Iregua

El parque del Iregua es uno de los parques de Logroño, La Rioja. Discurre desde la desembocadura del Iregua en el Ebro hasta la localidad de puente Madre, perteneciente a Villamediana de Iregua, pero prácticamente unida al logroñés barrio de La Estrella. Su trazado forma parte del sendero de Gran Recorrido GR-99, también denominado Camino Natural del Ebro.

## Localización
El parque del Iregua es la continuación de otro parque, el de la Ribera, y comienza próxima a la desembocadura de este afluente del Ebro, próximo a la localidad de Varea, y junto al parque del Ebro forman el denominado cinturón verde de Logroño. Para su realización, se acondicionaron 37 hectáreas, y se plantaron 350 árboles y 1.500 arbustos, para dar lugar a un recorrido de unos dos kilómetros de longitud que transcurre paralelo al último tramo del Iregua.

## Futura prolongación
En 2012 el Presidente de La Rioja Pedro Sanz inauguró un tramo de 2,2 kilómetros desde el final del parque del Iregua, en puente Madre, hasta el límite de las localidades de Villamediana de Iregua y Alberite, que terminó enlazando con la denominada Vía Romana del Iregua, dando lugar a un recorrido ininterrumpido de 77,2 kilómetros entre Varea y Lumbreras, cercano al puerto de Piqueras.